# Sarma (Burkina Faso)
Pour les articles homonymes, voir Sarma.
Sarma est une commune rurale située dans le département de Bokin de la province du Passoré dans la région Nord au Burkina Faso.

## Géographie
Sarma est situé à 10 km à l'est du centre de Bokin, le chef-lieu du département, et à environ 70 km à l'est de Yako. La commune est traversée par la route régionale 20 reliant Yako à Kaya.
Sarma a une superficie de 7km² et limité à l'est par le village de Booré, à l'ouest par le village  de Guipa et Sitoyga,au Nord par le village de Pofona et au Sud par le village de Koaken.

## Économie
Du fait de sa localisation sur un axe majeur de la région, l'activité économique de Sarma est fortement liée au commerce et aux échanges marchands.

## Santé et éducation
Sarma accueille un centre de santé et de promotion sociale (CSPS) tandis que le centre médical départemental (CM) est à Bokin et le centre médical avec antenne chirurgicale (CMA) de la province est à Yako.
Sarma possède aussi deux écoles primaires publiques A" depuis 1963 et B" depuis 2008 ; une école Coranique de 3 classes et un Lycée public.